# Robiac-Rochessadoule
 Robiac-Rochessadoule  es una población y comuna francesa, situada en la región de Languedoc-Rosellón, departamento de Gard, en el distrito de Alès y cantón de Bessèges.

## Demografía
| 1897 | 1456 | 1045 | 981 | 808 | 793 |
| Para los censos de 1962 a 1999 la población legal corresponde a la población sin duplicidades (Fuente: INSEE [Consultar]) |      |      |     |     |     |